# Park Kyung-ni
Park Kyung-ni oder Pak Kyong-ni (* 28. Oktober 1926 in T'ongyŏng, Kyŏngsangnam-do; † 5. Mai 2008 in Seoul) war eine südkoreanische Schriftstellerin.

## Leben
Park Kyung-ni wurde als Pak Kŭm-i (박금이, 朴今伊) am 28. Oktober 1926 in T'ongyŏng in der Provinz Süd-Kyŏngsang geboren, als Korea eine Kolonie Japans war.
Ihre Laufbahn als Schriftstellerin begann im Jahre 1955 mit der Veröffentlichung der Erzählungen Kalkulation (Kyesan) und Schwarz, schwarz, weiß, weiß (Hŭkhŭk paekpaek) in der Zeitschrift Moderne Literatur (Hyŏndae munhak) im Jahre 1956. 1957 erhielt sie für den Roman Zeit des Misstrauens (Pulsin sidae), in dem offene Kriegswunden der menschlichen Seele dargestellt werden, den Preis für zeitgenössische Literatur (Nachwuchsautoren) und zog damit die Aufmerksamkeit der literarischen Kreise auf sich. In vielen frühen Werken Park Kyung-nis treten Kriegswitwen als Heldinnen auf. Wie in „Zeit des Misstrauens“ entlarvt der instinktive Blick der Frauen die von Betrug, Heuchelei und Falschheit durchtränkte Realität und hält auf scharfsinnige Weise den aus männlicher Perspektive unsichtbaren Krieg und seine daraus resultierende Dürre des Seelenlebens fest.
Im 1962 veröffentlichten Roman Die Töchter des Apothekers Kim (Kim yakkuk-ŭi ttal-dŭl) wird eine wichtige Veränderung in der literarischen Welt der Autorin offenkundig. Anders als in den vorhergehenden Werken, die auf persönlichen Erlebnissen basieren, geht Park Kyung-ni in diesem Roman aus möglichst objektiver Perspektive dem Unsinn des Krieges, dem Leben der Witwen und der Bedeutung der Familie nach.
Diese Veränderung ist im Roman Markt und Krieg (Sijang-kwa chŏnjang) vollzogen. In diesem Roman, für den die Autorin mit dem Koreanischen Autorinnen-Literaturpreis ausgezeichnet wurde, wird der aus dem Blickwinkel der Frauen geschilderte Krieg und Alltag an zwei Schauplätzen, dem Markt und dem Schlachtfeld, dargestellt. Kontinuität des Alltags und Fremdartigkeit des Krieges werden durch diese Vermengung auf dramatische Weise kontrastiert. Dieser durch Markt und Krieg eröffnete monumentale epische Raum wird später mit dem Roman Land (T'oji), an dem die Autorin 26 Jahre lang schrieb, geschlossen.
Das 16-bändige Romanepos Land ist eine Familiensaga, die sich durch die moderne Geschichte Koreas vom Ende der Chosŏn-Zeit über die Besatzung durch Japan bis zur Unabhängigkeit hindurchzieht. Der Zerfall der feudalistischen Familienstruktur und die Neuordnung der sozialen Klassen, Konflikte durch die Übernahme von westlichen Werten und deren historischer Zusammenhang mit der Kolonialisierung sowie die Übersiedlung nach und die spätere Rückkehr aus Gando (der heutige Autonome Bezirk Yanbian der Koreaner in Jilin, China) werden aus den individuellen Sichtweisen der unzähligen Hauptfiguren aufgerollt.
Park Kyung-nis Roman Land findet kontinuierlich bei Lesern verschiedener Altersschichten gute Resonanz und wurde mehrmals für das Fernsehen verfilmt. 1995, zum einjährigen Jubiläum der vollständigen Herausgabe, wurde Land als episches Musikstück aufgeführt. Der Dichter Yi Sŭng-ha hatte den Text bearbeitet und der bekannte Komponist für traditionelle Musik Kim Yŏng-dong die Musik geschrieben. Mit dem Erlös gründete Park Kyung-ni 1996 die "Toji-Kulturstiftung". Sie dient unter anderem als Veranstaltungsort für literarische Treffen, unterstützt Forschungsprojekte und junge Autoren und ist auch anderweitig vielseitig aktiv. Auf diese Weise leistete Pak Kyong-ni ihren Beitrag für die Gesellschaft.
Am 5. Mai 2008 verstarb sie im Alter von 82 Jahren an Lungenkrebs in einem Seouler Krankenhaus.
Nach ihr wurde der Park-Kyung-ni-Literaturpreis benannt.

## Arbeiten

### Erzählbände
- 불신시대 (Zeit des Misstrauens) (동민문화사 1963)
- 성녀와 마녀 (Die Heilige und die Hexe) (현암사 1966)
- 박경리 단편선 (Erzählungen von Pak Kyŏng-ni) (서문당 1976)
- 환상의 시기 (Zeit der Illusionen) (나남 1994)

### Romane
- 표류도 (Treibende Insel) Daehan Schulbuchverlag, 1959[3]
- 김약국의 딸들 (Die Töchter des Apothekers Kim) Ŭlyu munhwasa, 1962
- 가을에 온 여인 (Die Frau die im Herbst kam) Sin t'aeyangsa, 1963
- 노을진 들녘 (Feld im Abendrot) Sin t'aeyangsa, 1963
- 내 마음은 호수 (Mein Herz ist ein See) Sin t'aeyangsa, 1964
- 시장과 전장 (Markt und Krieg) Hyonam, 1964
- 파시 (Pashi) (Ort, wo in der Saison des reichen Fangs am Hafen ein direkter Handel zwischen den zurückkehrenden Fischern und den Käufern stattfindet) Hyonam, 1965
- 토지 (Land) Munhak sasangsa, 1973
- 호수 (Seeschleusen) Sugwan, 1977
- 나비와 엉겅퀴 (Schmetterling und Distel) Pŏmu, 1978
- 영원의 반려 (Gefährte in die Ewigkeit) Myŏngsugak, 1979
- 단층 (Eine Etage) Chisik sanŏp, 1979
- 토지 (Land), vollständige Ausgabe in 16 Bänden, Sol, 1994

### Übersetzungen

#### Deutsch
- Die Töchter des Apothekers Kim. Pendragon Verlag, Bielefeld 1999 ISBN 978-3-929096-71-2
- Markt und Krieg (Übersetzung von Helga Picht). Secolo Verlag, Osnabrück 2002 ISBN 3-929979-65-9
- Land 1 (Toji. Band 1. Übersetzung von Helga Picht). Secolo Verlag, Osnabrück 2001 ISBN 978-3-929979-77-0
- Land 2 (Toji, Band 2. Übersetzung von Helga Picht). Secolo Verlag, Osnabrück 2002 ISBN 978-3-929979-64-0
- Land 3 (Toji, Band 3. Übersetzung von Helga Picht). Secolo Verlag, Osnabrück 2005 ISBN 978-3-929979-70-1
- Land 4 (Toji, Band 4. Übersetzung von Helga Picht und Han Jung-hwa). secolo Verlag, Osnabrück 2014 ISBN 978-3-929979-76-3
- Ein Tag in: Kuh, K.S. (Hg.). Koreanische Erzählungen 3, Bouvier Verlag Herbert Grundmann, Bonn 1986 ISBN 3-416-01965-2

#### Englisch
- Land. Kegan Paul International/UNESCO Publishing, London/New York 1996
- The Curse of Kim’s Daughters. Homa & Sekey, New Jersey 2004

#### Französisch
- La Terre. Belfond, Paris 1994
- Le marché et le champ de bataille. Ecriture, Paris 1997
- Les filles du Pharmacien Kim. L’Harmattan, Paris 1995

## Auszeichnungen
- 2008 – Orden für kulturelle Verdienste in Gold
- 1996 – Die Chile Gabriela Mistral Medaille
- 1996 – Hoam Preis
- 1994 – Persönlichkeit des Jahres der Unesco Seoul Association
- 1994 – Frau des Jahres
- 1992 – Orden für Verdienste bei der Erhaltung des kulturellen Erbes
- 1990 – Inch'on Preis
- 1972 – Wŏlt'an Literaturpreis
- 1965 – Koreanischer Literaturpreis für Frauen
- 1959 – Naesŏng Literaturpreis
- 1957 – Preis für zeitgenössische Literatur (Nachwuchsautoren)